# María Elena Ibáñez
María Elena Ibáñez es una empresaria colombiana. Fue fundadora de las compañías internacionales de distribución de computadoras Micro Systems e International High-Tech Marketing. Después de retirarse de la industria informática fundó Intermark Foods en el 2002.

## Primeros años
Ibáñez nació en Barranquilla, Colombia. Asistió a clases de programación en su adolescencia y fue la única estudiante de su clase en completar el curso. En 1973 se mudó a Miami donde obtuvo su título en Ciencias de la Computación de la Universidad Internacional de Florida (Florida International University).

## Carrera de negocios

### International Micro Systems
En 1980, Ibáñez desarrolló el primer distribuidor de hardware con sede principal de los productos estadounidenses en América Latina. En aquel momento, la diferencia en el costo de los ordenadores personales entre los Estados Unidos de América y América Latina superaba el 100%, lo que permitió debilitar la competencia local. Fundó la compañía a los 23 años, poco después de graduarse de la universidad. Fue rechazada por la mayoría de las empresas de computadoras de Estados  Unidos, sin embargo, finalmente firmó un acuerdo de distribución exclusiva de 9 meses para la región de América Latina con Altos Computer Systems. Su nueva empresa se llamó Micro Systems International. 
Ibáñez comenzó a reunirse personalmente con tiendas de informática colombianas y con otras de Ecuador, Perú, Chile, y Argentina, regresando luego de un viaje de tres semanas con 100.000 dólares estadounidenses en órdenes de pre pago de empresas que buscó en las Páginas Amarillas. En 1985, las ventas alcanzaron los 15 millones de dólares y su empresa figuraba entre las 100 empresas principales de más rápido crecimiento en los EE. UU. Ibáñez vendió la compañía a Micro America Distributors en 1988, aunque continuó dirigiéndola y sirvió a la matriz como directora de marketing. Dejó la compañía en 1991, cuando su división alcanzó ingresos anuales cercanos a los 70 millones de dólares.

### International High-Tech Marketing
Después de vender su primera empresa se convirtió en la primera distribuidora de hardware y  software de ordenadores en el continente Africano. TLa compañía, International High-Tech Marketing, comenzó de manera similar a la anterior. Ibáñez voló a Nairobi, Kenia y adquirió 150.000 dólares en órdenes de compañías que encontró en la guía telefónica. Trabajó en su garaje desde donde envió órdenes de compra por 700.000 dólares a naciones africanas durante el primer cuatrimestre, antes de mudarse a un lugar más grande. Las ventas alcanzaron los 2.4 millones de dólares durante el segundo año de la compañía en el mercado.  Un promedio de 13 millones de dólares durante la década del 90. Cuando la empresa, al igual que la primera, alcanzó el ranking de las 500 empresas de más rápido crecimiento de Inc. Magazine, Ibáñez se convirtió en la primera persona en crear dos empresas separadas que figuraban en dicho ranking luego de haber iniciado ambas compañías desde cero y con capital de inversión cero. Vendió el negocio en el año 2000.

### Intermark Foods
Después de vender International High-Tech Marketing, Ibáñez finalmente fundó una tercera compañía llamada Intermark Foods en 2002. La inspiración para iniciar Intermark llegó durante una conversación que Ibáñez mantenía con la copropietaria de su salón de belleza, quien conversaba sobre el negocio de la comida hispánica. La conversación llevó a Ibáñez a desarrollar la empresa en una semana y a contratar a la mujer que la inspiró para trabajar en su empresa. La compañía comenzó en el 2002 como El Latino, una productora de comida hispánica con una línea de apertura de cuatro tipos de quesos latinoamericanos en Doral, Florida. Durante el primer año los ingresos fueron de 1 millón de dólares. En 2010 la compañía se expandió a 256 productos, con ofertas que incluían además de productos lácteos, frutas, carnes, dulces, y otros tipos de alimentos. Los puntos de venta iniciales incluían a Walmart y Publix.

### Consejos de administración
Ibáñez ha sido miembro de la Junta de Síndicos de la Universidad Internacional de Florida (Board of Trustees for Florida International University), así como de los directorios de  The Beacon Council,  el Fondo Fiduciario de la Universidad Internacional de Florida (The Fiduciary Trust, Florida International University), Sprint, y Presidente del Comité Asesor de la Región Sur de Clinton para el Desarrollo Económico (Clinton's Southern Region Advisory Committee).

## Vida personal
En 2013 Ibáñez recibió el premio American Dreamers Award de la Cumbre de Empresarios de Hispanic Unity. También ha sido mentora de la Asociación de Pequeñas Empresas de los EE. UU. (US Small Business Association).